# Albrugsneset
Albrugsneset est une île norvégienne du comté de Hordaland appartenant administrativement à Austevoll.

## Description
Il s'agit d'un rocher désertique à peine immergé qui s'étend sur environ 47 m de longueur pour une largeur approximative de 36 m. 